# Rödbrun månmätare
Rödbrun månmätare (Selenia tetralunaria) är en fjärilsart som beskrevs av Hufnagel 1767. Rödbrun månmätare ingår i släktet Selenia och familjen mätare. Arten är reproducerande i Sverige. Inga underarter finns listade.
Arten når ett vingspann av 29 till 50 mm. Vingarnas grundfärg utgörs av en rödbrun inre halva och en ljusgrå yttre halva. En vitaktig fläck (diskfläck) på framvingarnas rödbruna avsnitt liknar i utseende en nymåne. Den bruna larven kan lätt förväxlas med en knotig pinne.
I Norden sker fortplantningen i maj och juni samt i juli och augusti så att två generationer bildas. Rödbrun månmätare vistas främst i fuktiga skogar och buskskogar. Larven äter små delar av olika lövträd. Den föredrar al men har även viden och ek som föda. Det är puppan som övervintrar.

## Bildgalleri

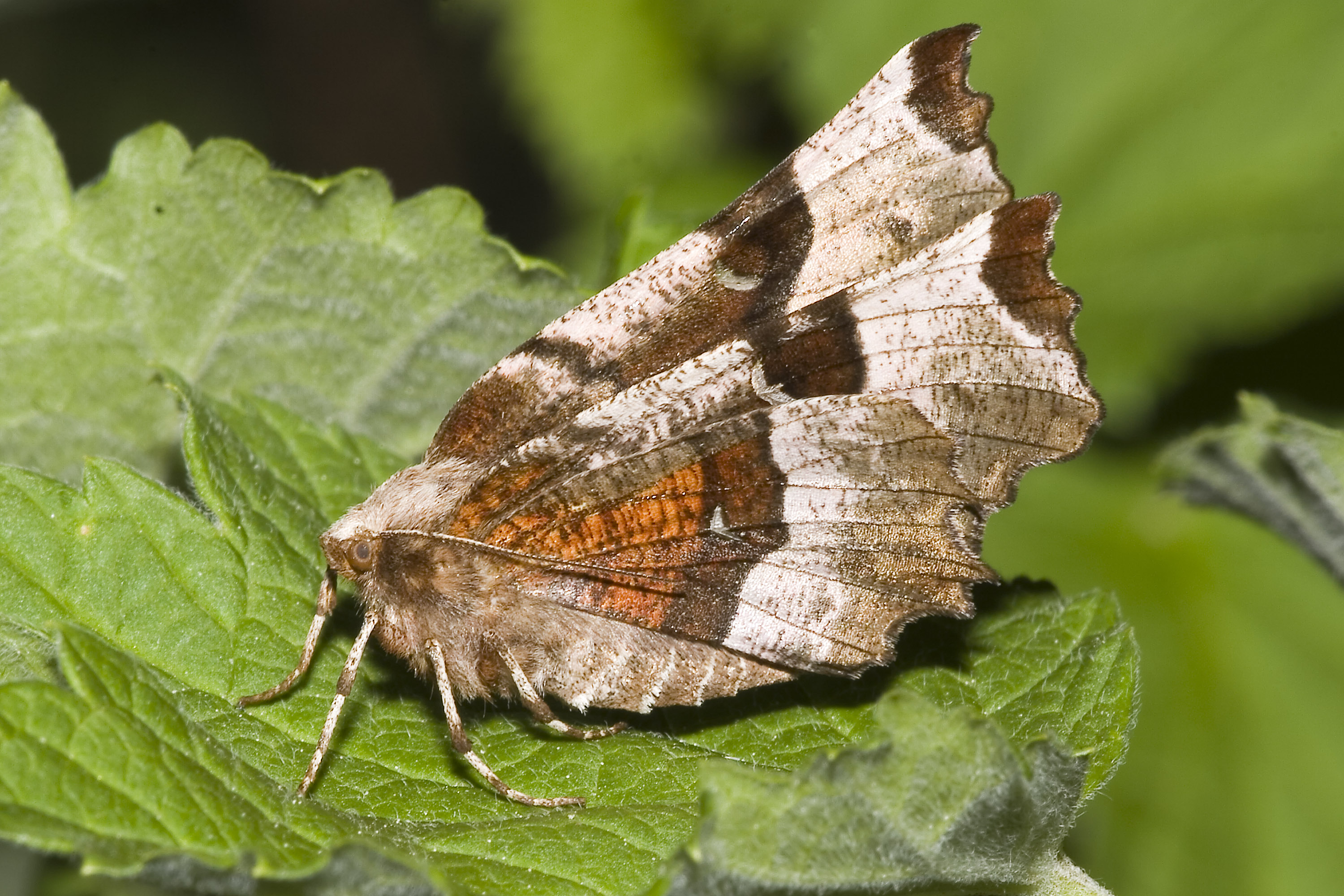
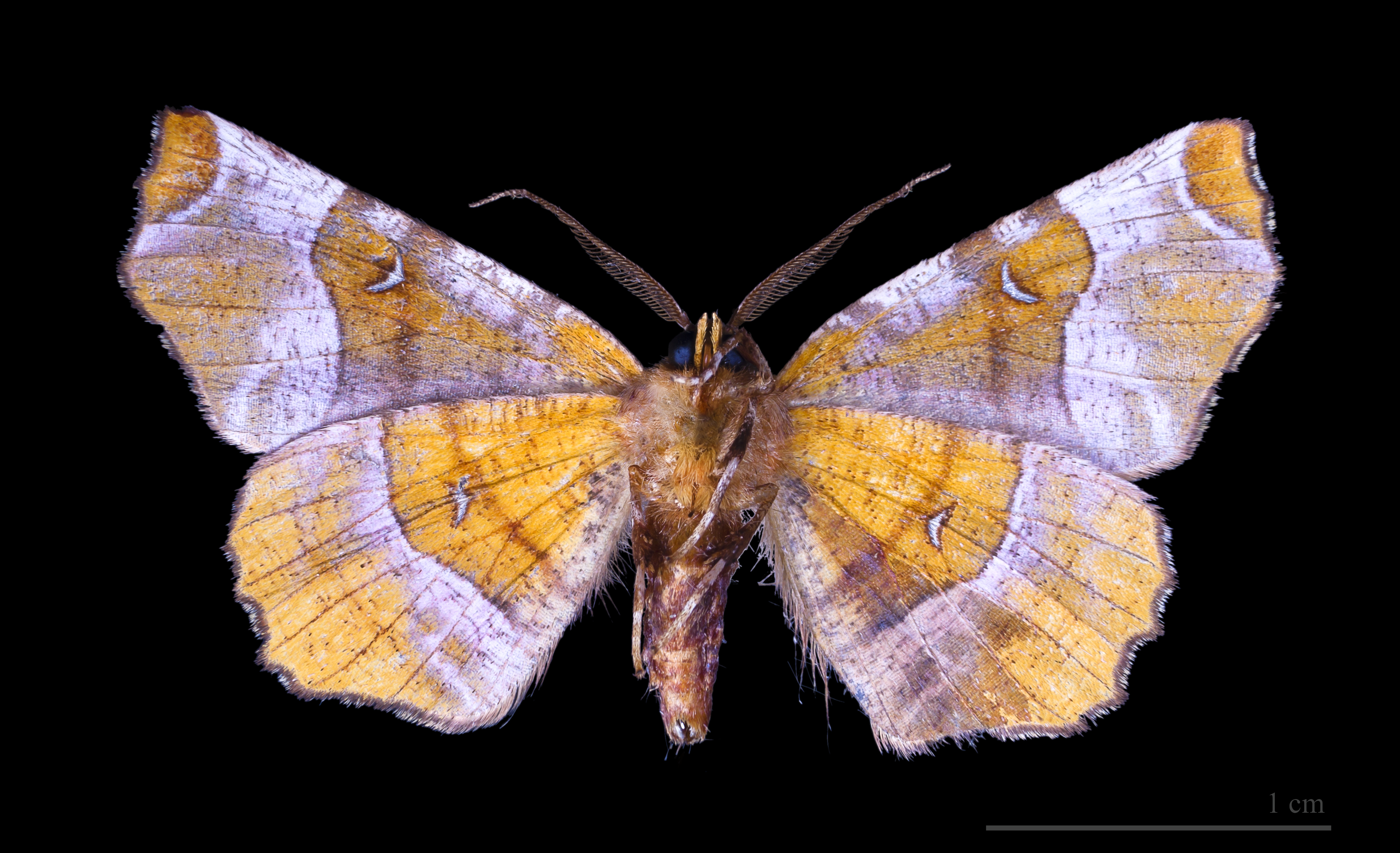
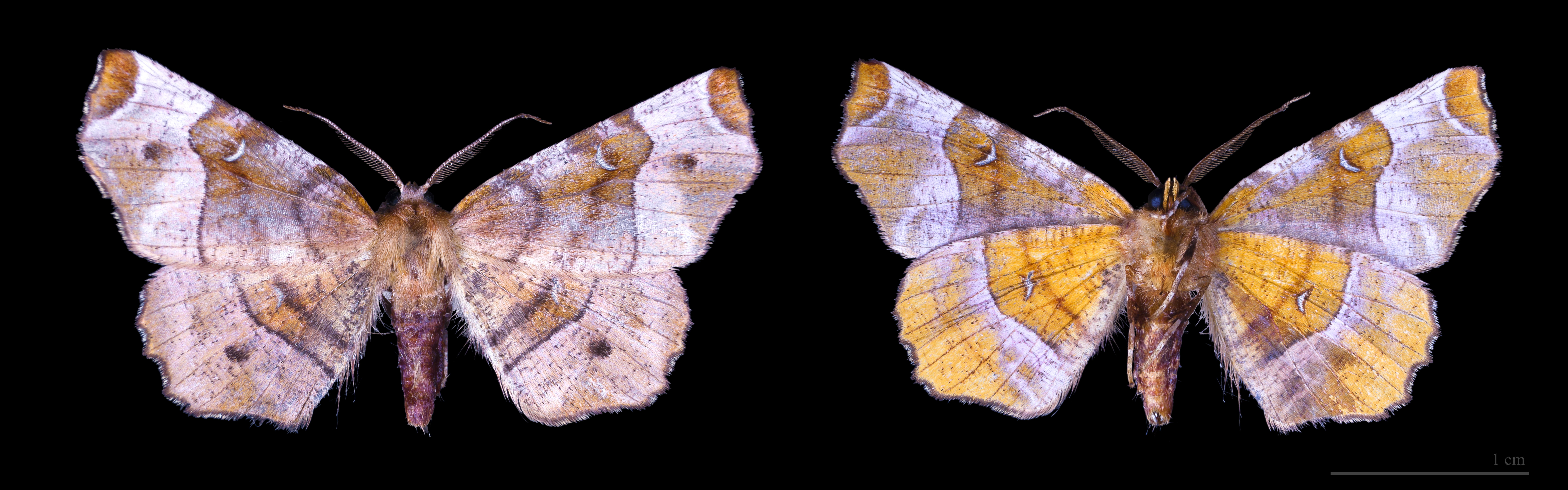